# Huba (miara)
Huba – historyczna jednostka powierzchni używana w Polsce, odpowiadająca 24 (około 13,4 ha) lub 30 morgom.